# Parachrysina mazatli
Parachrysina mazatli är en skalbaggsart som beskrevs av Deloya och Moron 1988. Parachrysina mazatli ingår i släktet Parachrysina och familjen Rutelidae. Inga underarter finns listade i Catalogue of Life.